# 東北地方の乗合バス事業者
東北地方の乗合バス事業者（とうほくちほうののりあいバスじぎょうしゃ）は、東北地方において路線バスを運行するバス事業者を県別にまとめた一覧である。
- 当一覧の掲載対象とする事業者は、以下の通りとする。
  1. 道路運送法第4条許可による「一般乗合旅客自動車運送事業」を行う事業者
  2. 2006年10月の道路運送法改正以前に21条許可による貸切代替バス（いわゆる21条バス）運行を行っていて、改正後も運行を続けている、いわゆる「みなし4条」事業者
- 以下の事業者は、掲載対象外とする。
  1. 自家用自動車（白ナンバー車）による有償運送での運行事業者
    - 80条バス運行事業者については、80条バス運行事業者一覧に記載すること。

  2. 乗合タクシー（乗車定員10名以下）のみを運行する事業者
    - 乗合タクシー運行事業者については、日本の乗合タクシー運行事業者一覧に記載すること。
- ▲印は会社事情（倒産・廃業・経営譲渡・吸収合併・民間移譲など）によりバス事業を終了した事業者

## 青森県
- 青森市企業局交通部（青森市営バス）
- 八戸市交通部（八戸市営バス）
- 弘南バス
- 下北交通
- 十和田観光電鉄
- 岩手県北自動車：南部支社（南部バス）
- ジェイアールバス東北：青森支店・大湊営業所
- むつ車体工業：川内交通の路線を引き継ぎ運行開始。
- 脇野沢交通
- 三八五交通　※南郷コミュニティバス
- 北日本中央観光バス　※階上町コミュニティバス
- 青森観光バス（あおもりシャトルdeルートバス「ねぶたん号」・青森市市バス）
- 八洲交通 （青森市市民バス・オリオンバス青森・弘前・盛岡〜東京線）

## 岩手県
- 岩手県交通
  - ▲早池峰バス - 岩手県交通に統合
- 岩手県北自動車（岩手県北バス）
- ジェイアールバス東北：盛岡支店・二戸営業所
- 東日本旅客鉄道：気仙沼BRT営業所
- 東日本急行：一関営業所 - 高速バスのみ
  - ▲岩手急行バス
- 住田交運　※住田町コミュニティバス
- ヒカリ総合交通　※久慈市民バス「のるねっとKUJI」
- 三河交通観光　※久慈市民バス「のるねっとKUJI」
- 東磐交通
- 岩泉自動車運輸 ※岩泉町民バス
- 小川タクシー　※岩泉町民バス
- 田野畑交通
- 北都交通　※金ケ崎町田園バス
- 大槌地域振興　※大槌町代替路線バス
- ケーエスエンタープライズ　※軽米町コミュニティバス
- 東和町総合サービス公社　※花巻市市街地循環バス「星めぐり号」ほか
- 東日本交通　※茂市岩泉線（JR岩泉線廃止代替バス）ほか

## 宮城県
- 仙台市交通局（仙台市営バス）
- 宮城交通
  - ミヤコーバス
- ジェイアールバス東北：仙台支店・古川営業所
- 東日本旅客鉄道：気仙沼BRT営業所
- 東日本急行（高速バスのみ）
- 愛子観光バス
- タケヤ交通（仙台西部ライナー、仙台西部エアポートライナーなど）
- 山交バス：仙台営業所
- 仙台バス（臨空循環バス、エアポートリムジンバスなど）
- 東北アクセス：宮城営業所（高速バスのみ）
- 東北急行バス：仙台営業所（高速バスのみ）
- ジャパン交通（七ヶ浜町民バス・塩竈市NEWしおなび100円バス）
- 桜交通：仙台営業所（名取市なとりん号ほか）
- 仙南交通（名取市なとりん号）
- 新栄観光バス（美里町住民バス）
- グリーン観光バス（栗原市民バス）
- 岩ヶ崎観光タクシー（栗原市民バス）
- 栗原観光タクシー（栗原市民バス）
- 山口タクシー（栗原市民バス）
- 越後自動車（丸森町民バス）
- 山正タクシー（丸森町民バス）
- WILLER EXPRESS：仙台営業所（新高速バスのみ）
- 仙塩交通（多賀城市多賀城西部線）
- 仙台富士交通（富谷市民バス）
- 鹿島台タクシー（鹿島台地域内交通）
- 仙北富士交通（涌谷町民バス）

## 秋田県
- 秋田中央交通
  - 秋田中央トランスポート ※自社路線および自治体ないしは秋田中央交通からの受託路線等を運行する子会社。
- 秋北バス
  - 秋北タクシー　※大館能代空港リムジン等
- 羽後交通
- ジェイアールバス東北：秋田支店
- 第一観光バス
- 象潟合同タクシー
- 高尾ハイヤー
- 十和田タクシー

## 山形県
- 山交バス
- 山交ハイヤー
- 庄内交通
- 宮城交通：山形営業所（高速バスのみ）
- 最上川交通
- 赤湯観光バス　※南陽市北部地区連絡バス等

## 福島県
- 福島交通
- 新常磐交通（旧・常磐交通自動車）
- 会津乗合自動車（会津バス）
- ジェイアールバス東北：福島支店
- ジェイアールバス関東：白河支店・棚倉営業所・いわき支店
- 磐梯東都バス：猪苗代磐梯営業所
- 東北アクセス（旧・はらまち旅行）
- 会津交通　　※磐梯町生活福祉バス
- 協和交通　※本宮市民バス
- 金子建設　※会津田島駅～昭和村線
- シュガーソーイング　　※川俣町自治体バス
- わかばタクシー　　※浪江町営バス
- カネハチタクシー　　※川俣・松川線代替バス
- 桜交通